# 1949年の政治
1949年の政治（1949ねんのせいじ）では、1949年（昭和24年）の政治分野に関する出来事について記述する。

## できごと

### 1月

第24回衆議院議員総選挙後の党派別勢力図

- 1月4日 - GHQ、財閥解体や過度経済力集中排除の方針について解除開始（第1回目の指定解除）。
- 1月21日 - 蔣介石が中華民国総統を辞任。
- 1月23日 - 第24回衆議院議員総選挙。
  - 民主自由党264議席、民主党69議席、日本社会党48議席、日本共産党35議席、国民協同党14議席、労働者農民党7議席、社会革新党5議席、諸派12議席、無所属12議席。
- 1月25日 - 中国共産党が北平占領。

### 2月
- 2月1日
  - 民自党役員会、吉田茂総裁に単独政権進言を決定。
  - ジョゼフ・ドッジ公使（デトロイト銀行頭取）来日。
- 2月10日
  - 吉田首相、外相公邸で犬養健民主党総裁と会談。
  - 吉田首相、犬養民主党総裁、ダグラス・マッカーサー元帥を訪問。
  - 吉田首相、犬養民主党総裁が民自、民主両党による連立政権樹立の共同声明を発表。
- 2月11日
  - 第5特別国会召集。衆参両院で首班指名選挙が行われ、吉田茂民自党総裁が内閣総理大臣に指名される。
  - 吉田首相、組閣に着手。
  - 広川弘禅民自党幹事長、民主党内犬養総裁派を民主党本流と見做すことを表明、民主党野党派に圧力。
  - 民主党総務会。連立派と野党派が激しく対立。
- 2月12日 - 民主党代議士会。連立派と野党派が激しく対立し、13、14日まで大混乱。
- 2月16日
  - 第3次吉田内閣成立。
  - 民主党野党派が代議士会、議員総会を開催し、犬養総裁に離党勧告、木村小左衛門、稲垣平太郎両名の除名を決定。
- 2月17日
  - ドッジ公使、池田勇人蔵相に大蔵省予算原案に対する覚書を送る。
  - 民主党連立派が議員総会を開催し、芦田均に離党勧告、北村徳太郎、小川半次、川崎秀二、中曽根康弘、園田直らの除名を決定。民主党は連立派と野党派に分裂。
- 2月18日 - 池田蔵相、閣議で大蔵原案を再確認させる。
- 2月25日 - 閣議、「行政機構刷新及び人員整理に関する件」を決定。

### 3月
- 3月4日 - 行政整理実施本部設置。本部長本多市郎行政管理庁長官。
- 3月7日
  - ドッジ公使、記者会見で日本経済の自立と安定を要求。超均衡予算など経済安定政策を明示する（ドッジ・ライン）。
  - 民主党、連立派（犬養健総裁ら14名）と野党派（66名）に分裂。
- 3月8日 - 民主党連立派と野党派が、それぞれ党大会を開催。
- 3月22日 - GHQ、予算案を内示。大蔵原案より1400億円削減の緊縮型。

### 4月
- 4月1日 - エールがイギリス連邦を脱退し、アイルランド共和国成立。
- 4月4日
  - 政府、予算案を国会に提案。
  - 団体等規制令施行。
  - アメリカ合衆国を中心に北大西洋条約を調印。NATO発足。
- 4月20日 - 昭和24年度予算案、無修正で国会を通過成立。
- 4月23日 - 中国共産党軍、中華民国の首都南京を制圧。
- 4月25日 - GHQの支持で1ドル360円の単一為替レートを設定実施。

### 5月
- 5月5日 - ロンドン条約に基づき欧州評議会発足。
- 5月9日 - 吉田茂首相と犬養健民主党総裁が会談。保守合同の気運が盛り上がる。
- 5月10日 - カール・シャウプ米コロンビア大学教授来日。
- 5月11日
  - イスラエルが国際連合59番目の加盟国として認められる。
  - シャム王国、国号をタイ王国に正式変更する。
- 5月12日 - ソ連、ベルリン封鎖解除。
- 5月20日
  - 各省設置法改正、行政機関職員定員法成立。
  - 台湾省政府、台湾省に戒厳令施行。
- 5月22日 - 労働組合法、労働関係調整法改正。
- 5月23日 - ドイツのうち、連合国（アメリカ合衆国、イギリス、フランス）により分割占領されていた、後の西ドイツに相当する3つの占領地域が統合される。
  - ドイツ連邦共和国基本法（ボン基本法）が発布。
- 5月25日 - 通商産業省発足。初代通商産業大臣は稲垣平太郎。
- 5月30日 - 東京都議会に公安条例上程の噂が流れ、東京都庁にデモ隊が入り警官隊と衝突。

### 6月
- 6月1日 - 行政機関職員定員法施行（28万5124人）。
- 6月15日 - 広川弘禅民自党幹事長、全国的反共運動の展開を言明。
- 6月30日 - 朝鮮労働党結成。

### 7月
- 7月4日 - マッカーサー元帥、「日本は不敗の反共防壁となるだろう」と声明。

### 8月
- 8月8日 - ブータン王国独立。
- 8月12日 - 戦争犠牲者に関するジュネーヴ諸条約締結。
- 8月23日 - ハーグ円卓会議（11月2日まで）
- 8月27日 - シャウプ教授、税制改革に関する勧告（シャウプ勧告、第1次）。
- 8月29日 - ソ連が初の核実験に成功。

### 9月
- 9月1日 - 第1回米価審議会開催。
- 9月7日 - ドイツ連邦共和国（西ドイツ）正式に発足。
- 9月13日 - ソ連、アイスランド、イタリア、セイロン、フィンランド、ヨルダンの国連加盟申請に拒否権発動。
- 9月23日
  - 広川民自・保利茂民主党連立派（民連）幹事長会談。
  - トルーマン米大統領、「ソ連は原爆を保有」と発言。
- 9月25日 - ソ連、原爆の保有を公表。
- 9月26日 - 吉田首相・犬養民連総裁会談。両党による保守合同を昭和25年1月を目標とすることで合意。

### 10月
- 10月1日 - 中華人民共和国成立。

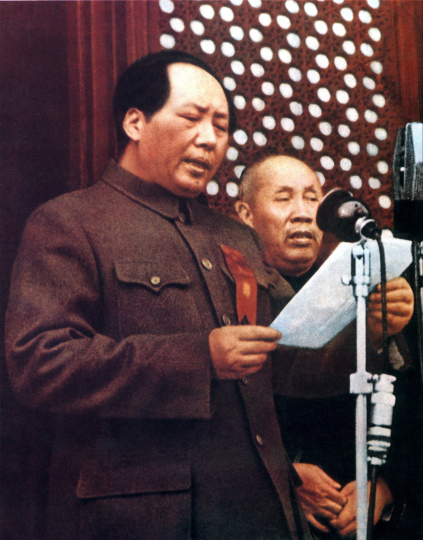
中華人民共和国建国を宣言する毛沢東主席

- 10月7日 - ドイツ東部のソ連占領地区にドイツ民主共和国（東ドイツ）成立。ドイツの東西分裂が確定。
- 10月25日 - 第6臨時国会召集。
- 10月28日 - GHQ、民間貿易への切り替え実施を通告。

### 11月
- 11月1日 - 米国務省、対日講和を検討中と発表。
- 11月11日 - 吉田首相、歓迎を表明。

### 12月
- 12月4日
  - 第7臨時国会召集。
  - 社会党、「講和問題に対する一般的態度」を決定。全面講和、中立堅持、軍事基地反対の三原則を掲げる。
- 12月8日 - この日までに閻錫山率いる中華民国政府の台湾への移転が完了。
- 12月9日 - 南原繁東大総長、ワシントンで開催されたアメリカ占領地教育会議で全面講和論を唱える。
- 12月10日 - 民主党の園田直と労農党の松谷天光光両代議士の恋愛が「白亜の恋」として話題に。
- 12月16日 - スカルノインドネシア大統領就任。
- 12月24日 - 吉田首相、民自党議員総会で民自・民連両党による保守合同推進を表明。
- 12月29日 - インドネシアの独立が確定。